# Bardhyl Demiraj
 Bardhyl Demiraj  (* 29. März 1958 in Tirana, Albanien) ist ein albanischer Albanologe. Seit 2001 ist er Inhaber des entsprechenden Lehrstuhls an der Ludwig-Maximilians-Universität München.

## Leben
Bardhyl Demiraj wurde 1958 in der albanischen Hauptstadt Tirana geboren. 1976 beendete er die Schule mit dem Abitur und studierte dann von 1977 bis 1981 Albanologie sowie Rumänisch an der Universität Tirana, an der ihm 1982 den Grad des Magisters verliehen wurde. Seine Magisterarbeit schrieb er auf dem Gebiet des rumänisch-albanischen Sprachvergleichs. Im Anschluss blieb er als Doktorand in der albanischen Hauptstadt und wurde 1989 zum Kandidaten der Wissenschaften (Thema: historische Entwicklung der Numerale im Albanischen). Seit 1994 ist er Doktor der Wissenschaften.
Seit 1982 war Bardhyl Demiraj auch an der Albanischen Akademie der Wissenschaften tätig.
Im Jahr 2001 wurde er zum Professor der Albanologie am Institut für Vergleichende und Indogermanische Sprachwissenschaft sowie Albanologie der LMU München berufen.

## Werk
Professor Demiraj zeichnet sich durch ein breites Feld an wissenschaftlichen Interessen aus, unter anderem forscht er zu Gjon Buzukus Missale (dem ersten in albanischer Sprache gedruckten Buch), zu den albanischen Zahlwörtern und zur Lautlehre des Albanischen. Im Internetauftritt der LMU München sind neben Monographien und anderen Werken auch 74 wissenschaftliche Aufsätze genannt.
Monographien:
- Albanische Etymologien. Untersuchungen zum Albanischen Erbwortschatz - Amsterdam 1997
- Sistemi i numërimit të gjuhës shqipe. Vështrim diakronik - Tirana 1997 (zum Thema albanische Zahlwörter)
- Gjon P. Nikollë Kazazi dhe 'Doktrina' e tij - Prishtina 2006 (eine Quellenedition)
- Dictionarium latino-epiroticum. Per R. D. Franciscum Blanchum - Shkodër 2008 (Quellenedition eines lateinisch-albanischen Wörterbuches)
- Albanian - Shqiptar - Tirana 2010 (zur Etymologie der Volksbezeichnung)
- Conciλi Provintiaaλi o Cuvendi j Arbenit - Shkodër 2012 (Quellenedition zum albanischen Nationalkonzil von 1703)
- Jeta dhe trashëgimia e Gjon P. Nikollë Kazazit - Shkodër 2013 (über Gjon Nikollë Kazazi, der Buzukus "Missale" wiederentdeckte)

## Anerkennung
Auf der Website "xhaxhai.wordpress.com" wird Bardhyl Demiraj als „ndoshta albanologu shqiptar më i shquar i brezit të vet“ (deutsch: „vielleicht der bedeutendste Albanologe seiner Generation“) bezeichnet.